# Ad libitum (album)
Pour l’article homonyme, voir Ad libitum.
Albums de Catherine Lara
Catherine Lara
(1974)
Ad libitum est le premier album de Catherine Lara sorti en 1972, publié sur le label CBS. 
Il est enregistré avec l'orchestre de Jean Musy sous sa direction.
L'album sort aussi au Canada.

## Liste des titres
| No  | Titre                         | Auteur                          | Durée      |
| --- | ----------------------------- | ------------------------------- | ---------- |
| 1.  | Ad libitum                    | Daniel Boublil / Catherine Lara | 3 min 50 s |
| 2.  | Dis-moi                       | Daniel Boublil / Catherine Lara | 3 min 24 s |
| 3.  | Avant le petit jour           | Daniel Boublil / Catherine Lara | 3 min 27 s |
| 4.  | L'Étranger                    | Daniel Boublil / Catherine Lara | 3 min 42 s |
| 5.  | Il a marché sur l'eau         | Daniel Boublil / Catherine Lara | 2 min 40 s |
| 6.  | La Pierre tombale             | Daniel Boublil / Catherine Lara | 2 min 55 s |
| 7.  | Le Reflet mauve des forêts    | Daniel Boublil / Catherine Lara | 2 min 20 s |
| 8.  | Petit                         | Daniel Boublil / Catherine Lara | 2 min 55 s |
| 9.  | Morituri                      | Daniel Boublil / Catherine Lara | 2 min 55 s |
| 10. | Tes yeux                      | Daniel Boublil / Catherine Lara | 2 min 40 s |
| 11. | Ce n'était que du temps perdu | Daniel Boublil / Catherine Lara | 4 min 00 s |